# Station Gorzkowice Wąskotorowe
Station Gorzkowice Wąskotorowe is een spoorwegstation in de Poolse plaats Gorzkowice.